# Ernst Fleischer (Architekt)

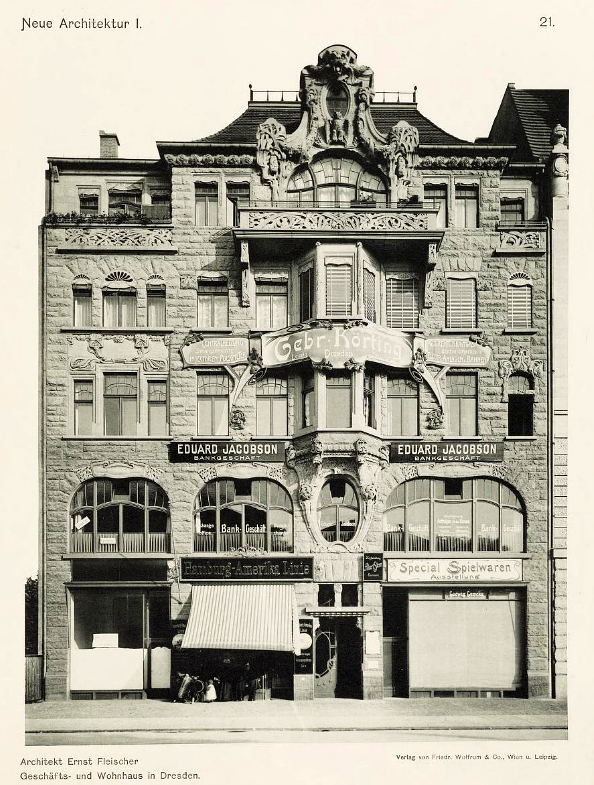
Geschäftshaus in Dresden, Entwurf von Ernst Fleischer

Ernst Carl Fleischer, auch Ernst Karl Fleischer (* 13. Januar 1851 in Stollberg/Erzgeb.; † 11. März 1905 in Dresden), war ein deutscher Architekt und Lehrer an der Königlichen Baugewerkenschule Dresden.

## Leben
Ernst Fleischer war ein Sohn des in Stollberg ansässigen Webers Friedrich August Fleischer. Nach einer Maurerlehre besuchte er von 1868 bis 1870 die Königliche Baugewerkenschule Chemnitz, wo ihm am Ende des Lehrjahrs 1869/70 vom Königlichen Ministerium des Innern die bronzene Preismedaille für hervorragende schulische Leistungen verliehen wurde.
Als Mitarbeiter Manfred Sempers (1838–1913) war Fleischer dann am 1871 begonnenen Bau der neuen Dresdner Semperoper beteiligt. Später war er selbständig tätig in Dresden, sein Atelier für Architektur und Kunstgewerbe unterhielt er im Haus Reitbahnstraße 32. Am 18. Dezember 1884 wurde Fleischer in die Freimaurerloge Zu den drei Schwertern aufgenommen. In den Adressbüchern der Stadt Dresden ist er von 1880 bis 1905 nachweisbar. Er wohnte um 1890 in Dresden-Altstadt, Rietschelstraße 14, und ab 1898 in der Villa Tiergartenstraße 28 in Dresden-Strehlen.
Geprägt von Gottfried Semper entwarf er Sakral- und Wohnbauten im Stil des Späthistorismus. Seine Bauten sind außer in Dresden auch in Nordböhmen zu finden.
An der Königlichen Baugewerkenschule Dresden unterrichtete Fleischer Elemente der architektonischen Formenlehre sowie architektonisches Zeichnen.

## Familie
Fleischer war mit Franziska geb. Steche (* um 1870) verheiratet. Aus dieser Ehe gingen zwischen 1895 und 1899 vier Kinder hervor. Die Tochter Julie Auguste (1895–1977) heiratete am 25. März 1919 den Lübecker Juristen und späteren Politiker Hans Ewers (1887–1968). Franziska Fleischer ist als Witwe in den Dresdner Adressbüchern der Jahre 1906 und 1907 zunächst noch an der Adresse Reitbahnstraße 32, dann ab 1908 und noch bis 1932 – zeitweise mit der Berufsangabe „Gesangslehrerin“ – an der Adresse Münchner Straße 11 nachweisbar.

## Bauten
- Wohn- und Geschäftshaus Prager Straße 49 in Dresden (um 1900, 1945 zerstört)[9]
- Villa in Dresden-Strehlen, Wiener Straße 57 (1945 zerstört)
- eigene Villa in Dresden-Strehlen, Tiergartenstraße 28 (1898, 1945 zerstört)
- Villa in Dresden-Strehlen, Tiergartenstraße 38 (1902, unter Denkmalschutz)[10][11][12]
- Umbau des Neuen Schlosses in Großpriesen / Velké Březno, Zámecká Nr. 63 (1884–1910)[13][14]
- Herz-Jesu-Kapelle in Großpriesen / Velké Březno (1892/1893, 1966 abgerissen)[14][15]
- Landhaus „Bergfrieden“ für die Unternehmerin Therese John in Birkigt bei Děčín (1893–1895, vermutlich Březiny Nr. 29)[16]
- Entwurf für die evangelische Christuskirche in Saaz / Žatec (etwas abgewandelte Bauausführung durch den Saazer Baumeister Josef Petrovsky)
- Grabmal für Karl Praetorius auf dem Johannisfriedhof in Dresden-Tolkewitz, Wandgrab an der östlichen Friedhofsmauer (Feld 1E)[17]
- Brücke über die Gimmlitz in Lichtenberg

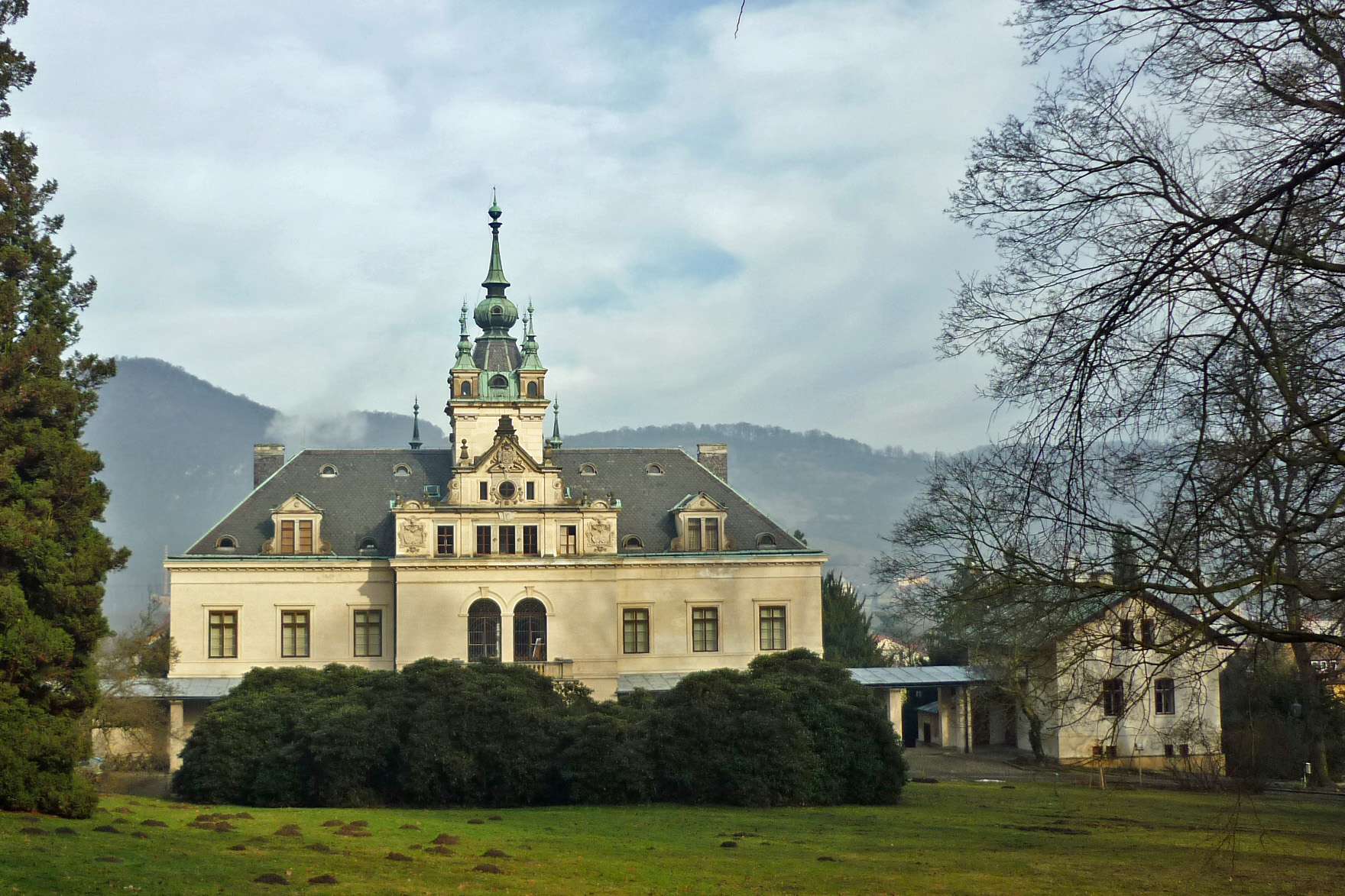
Neues Schloss in Großpriesen / Velké Březno
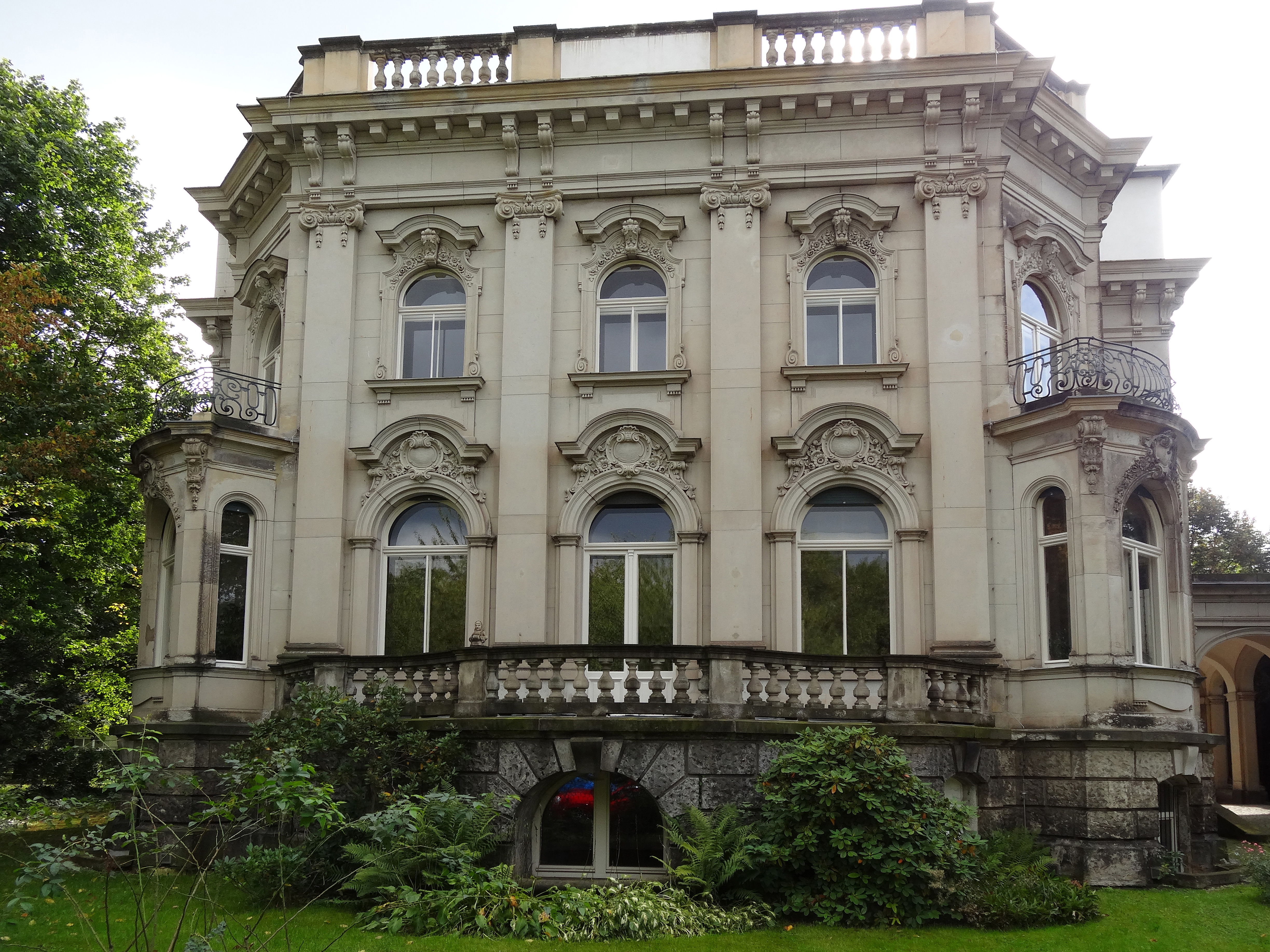
Villa Tiergartenstraße 38 in Dresden
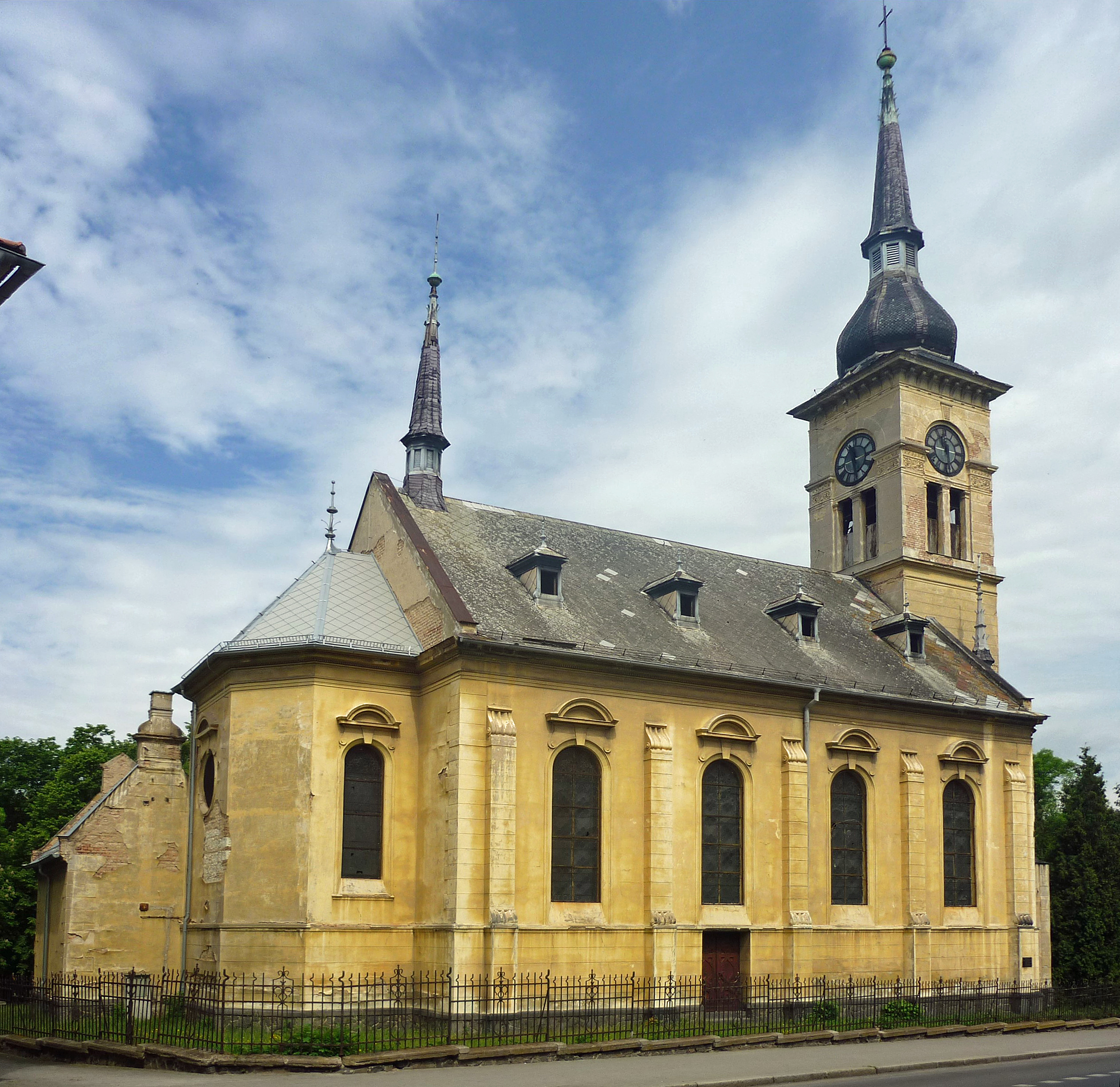
Christuskirche in Saaz / Žatec

## Schriften
- Architektonische und bildnerische Ueberreste des alten, 1838 bis 1841 von Gottfried Semper erbauten, 1869 zerstörten Königlichen Hoftheaters zu Dresden. Dresden 1878. (SLUB, Google)
- Die Plastik am Wiener Parlamentsgebäude. In: Beiblatt zur Zeitschrift für Bildende Kunst, 14. Jahrgang 1879, Heft 24.
- Zur Baugeschichte der Gemälde-Galerie in Dresden. Dresden 1892. (online)
- Festspiel zum 10. Stiftungs-Feste des Dresdner Architekten-Vereins am 15. März 1883. Dresden 1892. (online)
- Chronologische Uebersicht von Gottfried Semper's Werken, Literatur, Bildnissen und Gedenkstücken, zugleich Führer durch die Semper-Ausstellung, Brühl'sche Terrasse - Academie-Neubau, bei der Semper-Denkmal-Enthüllungsfeier der Wanderversammlung deutscher Architecten- und Ingenieur-Vereine am 1. September 1892 in Dresden. Dresden 1892. (online)